# Bozner Stadtbuch

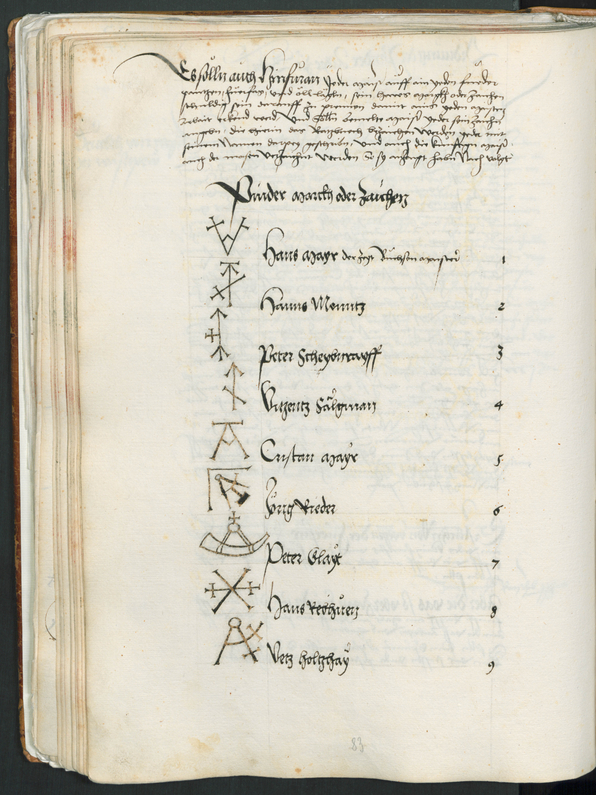
Bozner Stadtbuch, fol. 64v: Le marche a fuoco dei bottai di Bolzano, come fissati nel 1518

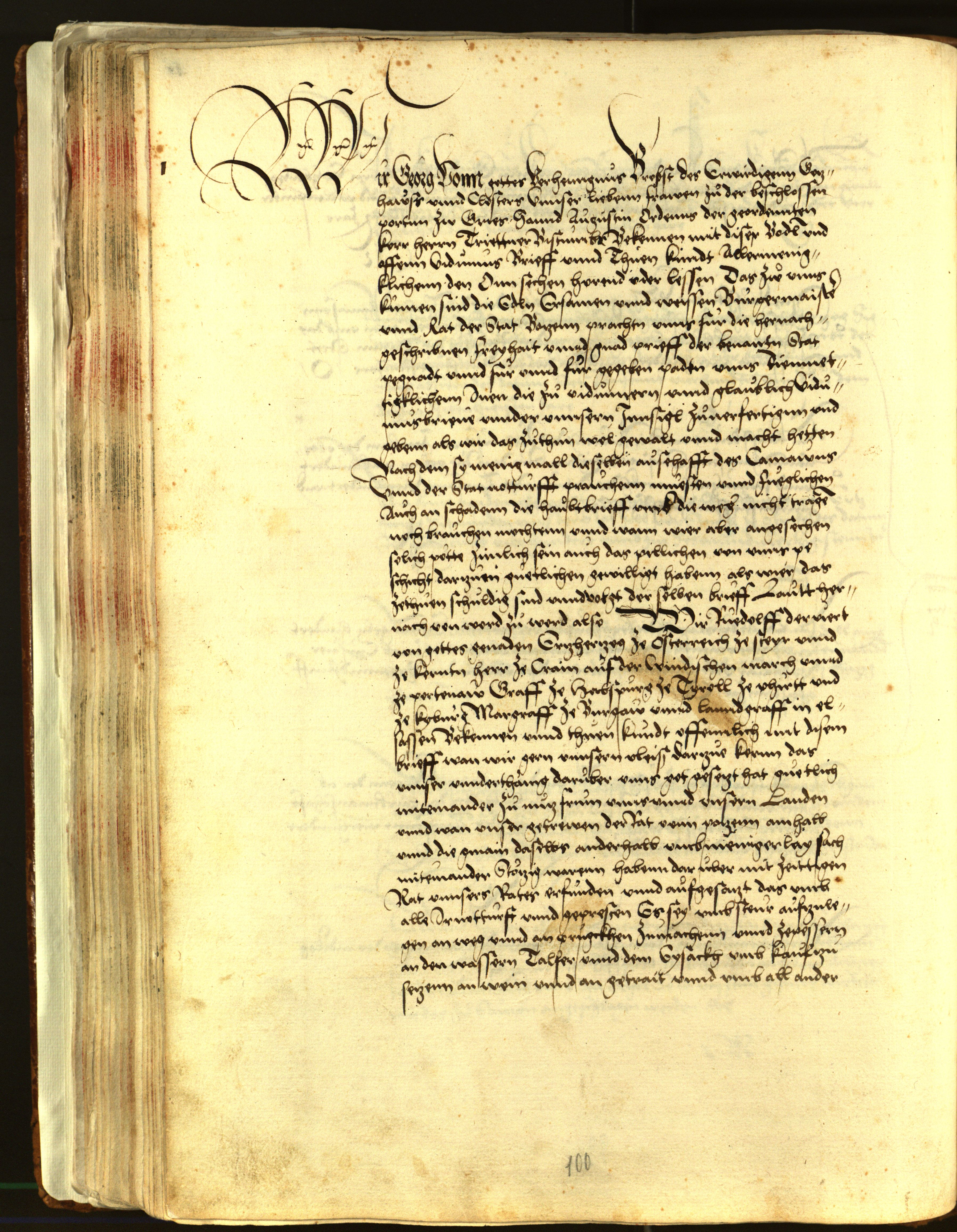
Copia del privilegio cittadino del 1363, rilasciato da Rodolfo IV d'Asburgo, registrato al fol. 76v dello Stadtbuch

Il cosiddetto Bozner Stadtbuch (Liber iurium di Bolzano) è un registro della città di Bolzano, istituito nel 1472 dal borgomastro Konrad Lerhueber e prorogato fino al 1525. Insieme agli Statuti di Bolzano del 1437, è la più importante testimonianza scritta superstita delle pratiche amministrative e giuridiche dell'odierno capoluogo altoatesino.
Il codice cartaceo, redatto in lingua alto-tedesca protomoderna, corrisponde con il suo carattere misto al tipo di liber iurium cittadino ed è una testimonianza impressionante del primo diritto costituzionale comunale. È conservata presso l'Archivio Storico della Città di Bolzano e apre con la segnatura Hs. 140 la serie dei cartulari comunali (Kopialbücher) conservati dalla fine del XV sino alla fine del XVIII secolo. Le trascrizioni iniziano a metà gennaio 1472 sotto il borgomastro Lerhueber (Lerhuber) e, significativamente, si conclusero con un resoconto ufficiale del 1525, anno della rivolta contadina nella regione tirolese.
Lo Stadtbuch ha 211 fogli, del formato unitario 39,6×28,5 cm, ed è rilegato in pelle marrone. Preceduto da un indice alfabetico incompleto (fol. 1a-15a) e l'elenco delle tariffe doganali (fol. 17a), il volume viene introdotto da un testo programmatico:
(Obermair, p. 149, n. 1132)
Il manoscritto contiene principalmente copie dei conti annuali dei borgomastri e di vari uffici e autorità comunali (maestri di costruzione e di ponte, registratori d'acqua, prevosti della chiesa parrocchiale).
Vi si possono distinguere tre gruppi principali di voci:
1. privilegi che la città ricevette dai principi asburgico-tirolesi dalla metà del XIV secolo all'inizio del XVI secolo;
2. testi statutari e normativi, eccetto gli Statuti del 1437, registrati a parte[2];
3. i rendiconti di singoli uffici comunali in forma abbreviata (registrazioni secondarie).

Con l'anno di crisi del 1525/26, i principi adottati con la registrazione nello Stadtbuch sono stati completamente dismessi a favore di registri separati per competenza, e il carattere troppo statico del singolo libro è stato abbandonato, anche in considerazione della crescente complessità del contesto urbano nel XVI secolo. Ciononostante, l'aspetto di una tutela giuridica complessiva ricercata dallo Stadtbuch si è rivelato duratura: la codificazione ha garantito al consiglio comunale un migliore controllo della sua sfera sovrana per un lungo periodo ed è inoltre espressione viva di autocoscienza cittadina.